# Masia Can Calls
La Masia Can Calls és una obra de Sant Esteve de Palautordera (Vallès Oriental) inclosa a l'Inventari del Patrimoni Arquitectònic de Catalunya.

## Descripció
Masia orientada a l'est, envoltada d'annexos. La coberta és a dos vessants. Formada per planta baixa, pis i golfes. Porta dovellada. Finestres de pedra granítica d'arc pla, quatre d'elles acabades amb pissarra.
Les teules de la façana estan acompanyades per rajoles decorades amb triangles marrons.
La façana té dos bancs.

## Història
Inscripció de l'any 1669 referent a la producció de rajoles per tal de construir o reformar la casa.
Comprada per Ferran de Sagarra (pare de l'escriptor Josep M. de Sagarra) i posteriorment adquirida pel masover Sr. Sabé, el 1928. Reforma de la casa als anys 80 del segle xx.